# Aplocera costaclausa
Aplocera costaclausa är en fjärilsart som beskrevs av Barend J. Lempke 1969. Aplocera costaclausa ingår i släktet Aplocera och familjen mätare. Inga underarter finns listade i Catalogue of Life.